# Саратовская городская дума
Саратовская городская дума — представительный орган местного самоуправления города Саратова. Дума избирается сроком на 5 лет.

## История и формирование
Органы местного самоуправления в Саратове имеют долгую и богатую историю, которая начинается ещё в XVIII веке. Первые выборы в Саратовскую городскую Думу прошли в 1787 году после принятия «Городового положения» Екатерины II 1785 года, закрепившего права и обязанности городского самоуправления в Российской империи. Согласно этому закону, городской голова и «гласные» (депутаты) избирались каждые три года.
На начальном этапе Дума решала насущные городские вопросы: благоустройство, торговлю, продовольственное обеспечение, сбор налогов и контроль за порядками на рынках. В 1844 году для Думы было построено специальное здание на улице Московской (ныне ул. Московская, 35).
В 1870 году по новому Городовому положению структура муниципального управления была реформирована: городская Дума стала представительным органом, численность гласных (депутатов) для Саратова была определена в 80 человек, деятельность проходила под председательством городского головы. Депутаты приносили присягу и работали безвозмездно.
Саратовская городская Дума в конце XIX — начале XX века расширяла свои функции и включала представителей разных слоёв общества — от купцов до интеллигенции и ремесленников. В этот период Дума активно участвовала в городском управлении, включая развитие образования и социальных программ. После Октябрьской революции 1917 года, 25 ноября того же года, Дума была распущена, а её полномочия переданы Совету городских комиссаров от рабочих и крестьянских депутатов. В советское время формы управления городом менялись, а современная Саратовская городская Дума как орган местного самоуправления была создана уже в постсоветский период.
В современной России Саратовская городская Дума функционирует как орган местного самоуправления, избираемый населением, решающий вопросы муниципального значения, бюджета, развития инфраструктуры и социальных программ. Формирование современной Думы происходит в рамках федерального законодательства и устава города.